# Big Noyd
Big Noyd (nacido como TuJuan Perry) es un rapero de Queensbridge, Nueva York. Está afiliado a Mobb Deep, y ha colaborado en cada uno de los 7 trabajos del grupo. Big Noyd debutó en el primer álbum de Mobb Deep, Juvenile Hell, en el tema "Stomp 'Em Out", pero fue en el clásico The Infamous de 1995 cuando Big Noyd comenzó a darse a conocer en el mundo del rap. En la canción "Give Up The Goods (Just Step)", comenzó el segundo verso con el ya clásico: "Yo, it's the r-a-double p-e-r n-o-y-d, n***** can't f*** with me!".
Su álbum de debut, Episodes of a Hustla, fue grabado en 1996, pero por entonces Big Noyd estaba encarcelado y él no pudo tener el control completo del álbum, y por esa razón solo contenía 11 canciones. Aun así, el álbum está considerado como un clásico entre los fanes. En 2003, Big Noyd volvió con su segundo álbum, Only The Strong (Survives). Este álbum, como su debut, contenía muchas colaboraciones de Mobb Deep, al igual que pasaría en su tercer trabajo, On The Grind, en 2004. También en 2004, Big Noyd tuvo un papel en la película de Mobb Deep: Murda Muzik The Movie.
En 2006 Big Noyd publicó su penúltimo disco hasta la fecha, The Stick Up Kid, siendo el último el del 2008 Illustrious.

## Discografía
(1996) Episodes of a Hustla
(2003) Only The Strong
(2005) On the Grind
(2006) The Stick Up Kid
(2008) Illustrious